# ضيائية صوتية
الضيائية الصوتية (بالإنجليزية: Sonoluminescence)‏ هي ظاهرة انبعاث ومضات ضوئية من فقاعات غازية تقوم بالانخساف في وسط سائل، تحت تأثير موجات صوتية. وهي تجلب اهتمام الفيزيائيين في كون هذه الظروف تترافق مع تركيز عالي للطاقة، لفترة وجيزة من الزمن، يمكن أن تتحقق ببداية انصهار نووي حراري. ولكن هذا الأمر ما زال محل اختلاف.

## نظرة عامة

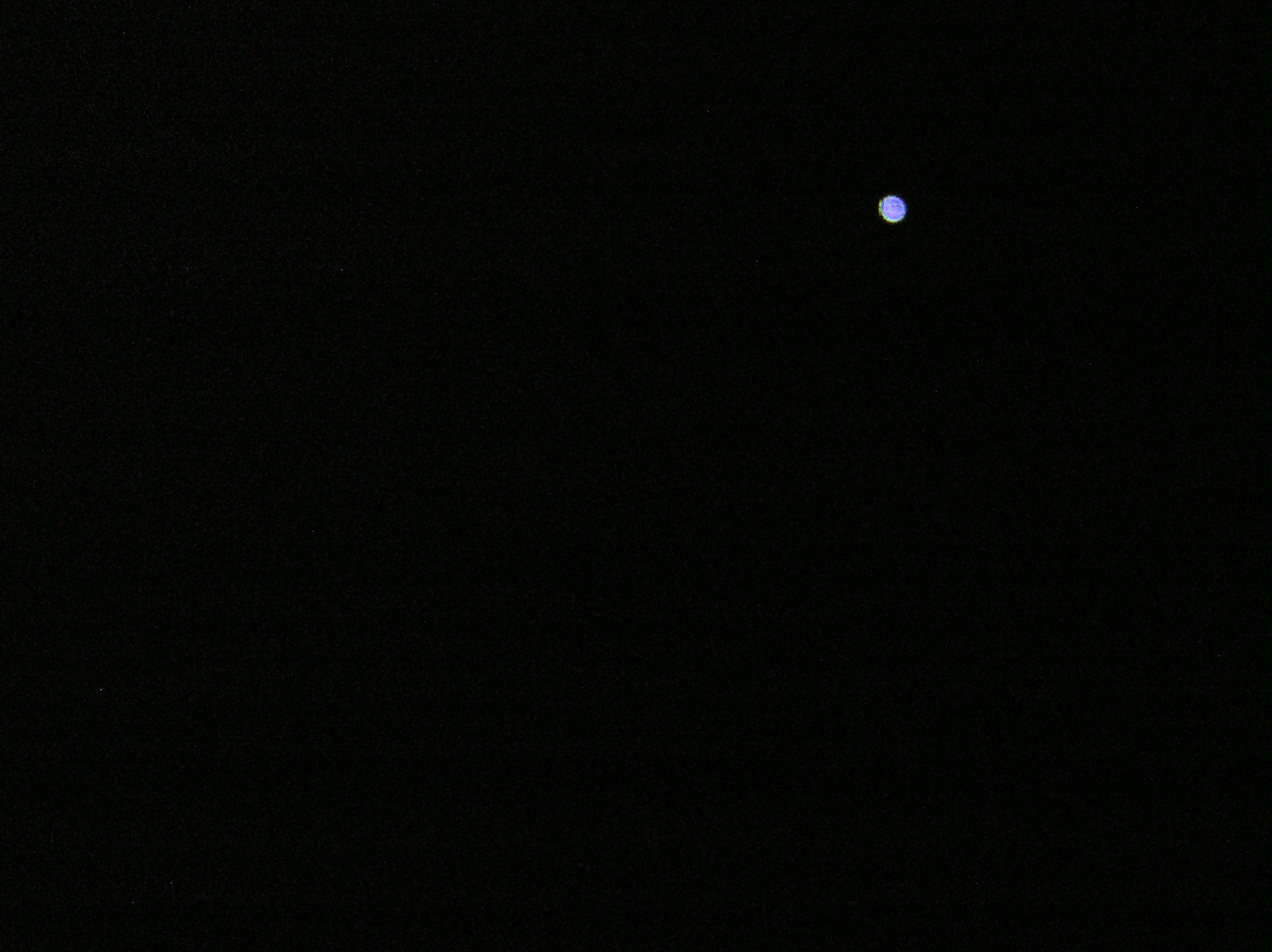
ضيائية صوتية مدتها 10 ثوان من انهيار فقاعة مستحثة بموجات فوق صوتية.

يمكن إحداث الضيائية الصوتية بواسطة موجات انضغاطية، تكون ذات قوة كافية لإحداث انخساف سريع لفجوة وسط سائل. هذه الفجوة يمكن أن تكون موجودة سلفًا في شكل فقاعة غازية، أو يمكن إحداثها بعملية تسمى التكهف. في ظروف المختبر، يمكن جعل الإشعاع الضوئي ثابتًا، وذلك بترك الفجوة تتوسع ثم تنهار دوريًا، حيث تنبعث منها ومضات مع كل انهيار. ولكي يتحقق هذا، علينا إنشاء موجة صوتية دائمة داخل السائل. ويجب أن يظل الضغط داخل الفقاعة عند مضاد عقدة الموجة الصوتية الدائمة. يختلف تردد الرنين مع شكل وحجم المستوعب الذي توجد به الفقاعة.
إن حركة تمدد الفقاعة وتقلصها وًّصّفت لاحقًا من قبل عالمين، بمعادلة رياضية سميت باسميهمها "Rayleigh–Plesset equation" :
{\displaystyle R{\ddot {R}}+{\frac {3}{2}}{\dot {R}}^{2}={\frac {1}{\rho }}\left(p_{g}-P_{0}-P(t)-4\mu {\frac {\dot {R}}{R}}-{\frac {2\gamma }{R}}\right)}

## تفسير الظاهرة
لا تزال الظاهرة غير مفسرة جيدًا إلى الآن، فلا نملك سوى تفاسير مقترحة للظاهرة. بعض التفاسير يعزو الإشعاع إلى الحرارة، وأخرى إلى ظاهرة الضيائية الاحتكاكية [الإنجليزية]، وهي ظاهرة يتولد فيها الضوء نتيجة تحطم الروابط الكيميائية في جزيئات المواد، ويوجد تفاسير أخرى معتمدة على الكهرطيسية الكلاسيكية وأخرى إلى ظاهرة نفق ميكانيكا الكم أو النفق الكمومي. وتشمل بعض التفاسير ظاهرة أشعة انكباح وتفاسير أخرى عزت الظاهرة إلى ظواهر الضوء الكوانتي، وكذلك ظاهرة الانفراغ الهالي ( نسبة إلى هالة الشمس)

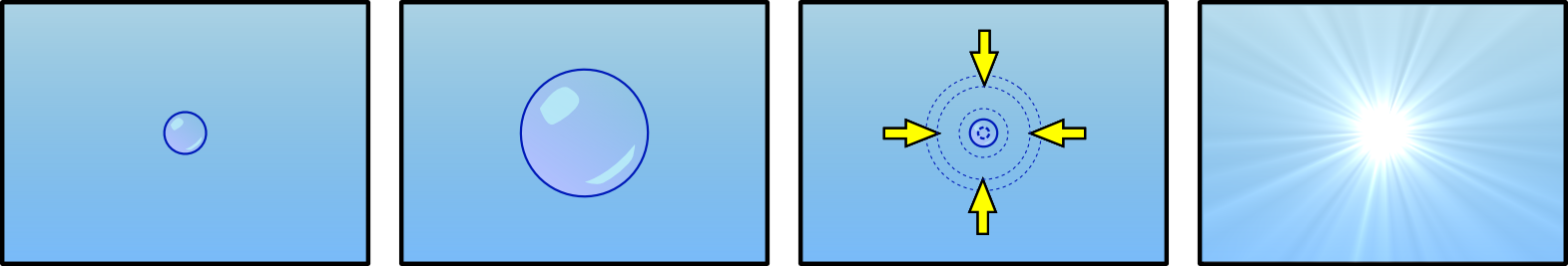
من اليسار إلى اليمين: ظهور فقاعة، التوسع البطيء، تقلص سريع ومفاجئ، إشعاع الضوء

### تفسير مهم
في عام 2002 نشر ثلاثة باحثين هم M. Brenner, S. Hilgenfeldt, and D. Lohse ،ورقة بحثية من 60 صفحة، أشارت إلى دور محتمل للغازات النبيلة في حدوث الإضاءة، فمن المعلوم أن الهواء يحوي طبيعيًا على نسبة ضئيلة من الغازات النبيلة، تلك النسبة على صغرها كافية لإحداث الإشعاع الضوئي، إذ ان الفقاعة وبسبب سلسلة من التفاعلات الكيميائية المرافقة لعملية توسع الفقاعة وتقلصها المتكرر، ستفرغ -حسب التفسير- من الأوكسجين والنتروجين الموجود داخلها، فلا يتبقى سوى الغازات النبيلة. وفي ظاهرة شبيهة بالتي تحدث في أجهزة الإنارة -الفلاش- المعتمدة على غاز الأرغون مثلاً، يحدث الإشعاع الضوئي داخل الفقاعة أثناء انهيار الفقاعة، يولد الماء المحيط بها من كل ناحية، ضغطًا وحرارة شديدين، إذ تصل درجة الحرارة في الفقاعة نحو من 10000 كلفن، هذه الحرارة ستأيِّن نسبة قليلة من الغاز النبيل الموجود في الفقاعة، وكمية الغاز النبيل المتأين تلك صغيرة كفاية لأن تبقي الفقاعة شفافة، متيحة المجال لحدوث إشعاع ضوئي حجمي داخل الفقاعة، وسطحي على سطحها، ومدة الإشعاع السطحي تعتمد على عدة عوامل منها طول موجة الضوء المنبعث، حيث تسبب الإلكترونات المتأينة ما يعرف بـ أشعة انكباح نتيجة تفاعلها مع ذرات الغاز المعتدلة المتبقية في الفقاعة، وعندما تنخفض طاقة الموجة المشعَّة، تعود الإلكترونات لتتحدد مع ذراتها ممهدة لتكرار تسلسل الأحداث مرة أخرى حيث يحدث الإشعاع الضوئي بتواتر زمني شبه ثابت. ومما يثير الاهتمام هنا، أن النتائج التجريبية تطابقت إلى حد معقول مع الحسابات النظرية، بحيث يمكن أن تعزى الفروقات إلى بعض التبسيطات والتقريبات الحسابية، مما يزيد من أسهم هذا التفسير مقارنة مع تفاسير أخرى.

### التفسير الكوانتي
فرضية مثيرة وغريبة اقترحها الفيزيائي Julian Schwinger وهي احتمالية التفسير اعتمادًا على فرضية إشعاع كازمير، وهي تقترح أن الإشعاع الصوتضوئي ربما يكون قد تولد بواسطة الفراغ داخل الفقاعة في عملية مشابهة للإشعاع هوكينغ المتولد في أفق الحدث في الثقوب السوداء، وطاقة الفراغ هذه جاءت من النظرية الكوانتية والتي تفترض أن الفراغ يحوي على جسيمات افتراضية، وعليه فإن التآثر السريع بين الماء والفراغ داخل الفقاعة، سيحول الفوتونات التخيلية الموجود في الفراغ داخل الفقاعة إلى فوتونات حقيقية، وإن صح هذا التفسير على غرابته، سيكون أول دليل تجريبي على إشعاع الفراغ الكوانتي.

### الانصهار النووي البارد
إن الحرارة العالية داخل الفقاعة حثت أحد العلماء "Rusi Taleyarkhan" لاقتراح الانصهار النووري البارد كتفسير لتلك الظاهرة، إذ تنصر بعض الذرات المتمركزة في مركز الفقاعة مسببة الإشعاع الضوئي الملحوظ، وبشّر العالم بأنهم على أعتاب اكتشاف طاقة نظيفة جديدة لاتنضب، إلا أن الورقة التي نشرها لم تحظى بقبول المجتمع العلمي.

## اقرأ أيضًا
- التألق الصوتي، الباحثون السوريون، تاريخ الولوج 20 شباط/فبراير 2015.